# Тейлор (Вісконсин)
Тейлор (англ. Taylor) — селище (англ. village) в США, в окрузі Джексон штату Вісконсин. Населення — 484 особи (2020).

## Географія
Тейлор розташований за координатами 44°19′18″ пн. ш. 91°7′14″ зх. д. / 44.32167° пн. ш. 91.12056° зх. д. (44.321722, -91.120427).  За даними Бюро перепису населення США в 2010 році селище мало площу 1,89 км², уся площа — суходіл.

## Демографія
Згідно з переписом 2010 року, у селищі мешкало 476 осіб у 212 домогосподарствах у складі 120 родин. Густота населення становила 252 особи/км².  Було 226 помешкань (120/км²).
Расовий склад населення:
| - 98,3 % — білих - 0,6 % — корінних американців - 0,6 % — чорних або афроамериканців - 0,2 % — азіатів |

До двох чи більше рас належало 0,2 %. Частка іспаномовних становила 3,4 % від усіх жителів.
За віковим діапазоном населення розподілялося таким чином: 23,1 % — особи молодші 18 років, 62,6 % — особи у віці 18—64 років, 14,3 % — особи у віці 65 років та старші. Медіана віку мешканця становила 37,8 року. На 100 осіб жіночої статі у селищі припадало 95,9 чоловіків;  на 100 жінок у віці від 18 років та старших — 100,0 чоловіків також старших 18 років.
Середній дохід на одне домашнє господарство  становив 46 252 долари США (медіана — 35 455), а середній дохід на одну сім'ю — 57 576 доларів (медіана — 50 000). За межею бідності перебувало 28,7 % осіб, у тому числі 50,8 % дітей у віці до 18 років та 22,9 % осіб у віці 65 років та старших.
Цивільне працевлаштоване населення становило 243 особи. Основні галузі зайнятості: виробництво — 30,0 %, освіта, охорона здоров'я та соціальна допомога — 21,8 %, сільське господарство, лісництво, риболовля — 11,9 %, роздрібна торгівля — 7,8 %.